# Jessica Walter (actrice)
Jessica Walter (Brooklyn, 31 januari 1941 – New York, 24 maart 2021) was een Amerikaans actrice.

## Levensloop
Jessica Walter werd geboren en groeide op in Brooklyn. Ze behaalde als tiener haar diploma aan de High School of Performing Arts. Ze begon in verscheidene toneelstukken te spelen en groeide in mum van tijd uit tot een bekend gezicht op Broadway. In 1962 volgde haar debuut op televisie, toen ze de rol van Julie Murano kreeg in de soapserie Love of Life. Deze zou ze tot en met 1965 blijven spelen.
In 1964 kwam haar filmdebuut, met een bijrol in Lilith. Hierin was ze te zien tegenover de destijds populaire acteur Warren Beatty. Ook speelden Jean Seberg, Peter Fonda, Kim Hunter en Gene Hackman erin mee. Na andere rollen in films, kreeg Walter in 1969 haar eerste hoofdrol in een film, tegenover Charlton Heston in Number One. Ze wordt het best herinnerd als Evelyn in de film Play Misty for Me (1971), waarin ze naast Clint Eastwood speelt.
Walter had na haar vaste rol in de soapserie Love My Life gastrollen in een groot aantal televisieseries, waaronder The Alfred Hitchcock Hour, Flipper, It Takes a Thief, Mission: Impossible, Alias Smith and Jones, Ironside, Hawaii Five-O, Columbo, McCloud, The Streets of San Francisco en McMillan & Wife. Ook speelde ze in verscheidene televisiefilms in deze periode.
Walter had van 1979 tot en met 1986 een terugkerende rol in Trapper John, M.D. en speelde ook in meerdere afleveringen van The Love Boat. Aan het begin van de jaren 80 was ze de eerste keuze voor de rol van Alexis Carrington in de populaire soapserie Dynasty, maar het was Joan Collins die er met de rol vandoor ging. Overigens speelde ze van 1984 tot en met 1985 in de kortdurende komedieserie Three's a Crowd, gevolgd met de kortdurende dramaserie Aaron's Way in 1988. Hierna sprak Walter voornamelijk haar stemmen in voor animatie. Tevens speelde ze van 1996 tot en met 1997 in de soapserie One Life to Live.
Hierna leek Walter weer terug te vallen op gastrollen in series en vertolkingen in televisiefilms. Ze maakte in 2003 opnieuw een doorbraak, toen ze de rol van Lucille Bluth kreeg in de kritisch geprezen komedieserie Arrested Development. Voor haar rol, die ze tot en met de laatste aflevering in 2006 bleef spelen, werd Walter genomineerd voor een Emmy Award. Deze rol vertolkte zij ook weer toen de serie in 2013 opnieuw leven ingeblazen werd op Netflix.
Ook vertolkte ze sinds 2010 de rol van Malory Archer in de animatieserie "Archer".
Walter overleed op 80-jarige leeftijd in haar slaap, thuis in New York.

## Filmografie
- Bibsys: 1533887396729
- Biblioteca Nacional de España: XX1517345
- Bibliothèque nationale de France: cb14237683j (data)
- Gemeinsame Normdatei: 141619627
- International Standard Name Identifier: 0000 0000 7973 8542
- Library of Congress Control Number: n87921588
- MusicBrainz: 83c25c3e-d54c-4d4e-bfe0-e35828776567
- Nationale Bibliotheek van Israël: 987007411012205171
- Système universitaire de documentation: 070689970
- Virtual International Authority File: 39588836
- WorldCat: E39PBJt8jxcyJ8HW9PBK3jKGHC